# Departamentul Mpassa
Departamentul Mpassa este un departament din provincia Haut-Ogooué  din Gabon. Reședința sa este orașul Franceville.